# هوجو مونه‌توکی
هوجو مونه‌توکی (به ژاپنی: 北条 宗時 ほうじょう むねとき)؛ تولد نامشخص – مرگ ۱۵ سپتامبر ۱۱۸۰، سامورایی اهل ژاپن بود. یک فرمانده نظامی از اواخر دوره هی‌آن تا اوایل دوره کاماکورا و پسر ارشد هوجو توکیماسا، برادر هوجو ماساکو، هوجو یوشیتوکی، آوا نو تسوبانه و هوجو توکیفوسا و چند خواهر و برادر دیگر بود.